# 假刺莧
假刺莧（学名：Amaranthus dubius）为莧科莧屬下的一个种。假刺莧原产于南美洲、墨西哥和西印度群岛，後來被引入世界各地。假刺莧通常可以长到80-120厘米，顏色有绿色和红色兩種，還有一些是綠色和紅色的混合顏色。

## 扩展阅读
- 維基物種上的相關：假刺莧